# Cortinarius violaceovelatus
Cortinarius violaceovelatus är en svampart som beskrevs av D.A. Reid & Rob. Henry 1961. Cortinarius violaceovelatus ingår i släktet Cortinarius och familjen spindlingar.   Inga underarter finns listade i Catalogue of Life.